# Řád za zásluhy Lucemburského velkovévodství
Řád za zásluhy Lucemburského velkovévodství či Záslužný řád Lucemburského velkovévodství (francouzsky Ordre de Mérite du Grand-Duché de Luxembourg, německy Verdienstorden des Großherzogtums Luxemburg) je státní vyznamenání Lucemburského velkovévodství založené roku 1961.

## Historie
Řád byl založen dne 23. ledna 1961 lucemburskou velkovévodkyní Šarlotou. Velmistrem řádu je lucemburský velkovévoda. Udílen je za služby zemi v oblasti zemědělství, obchodu, průmyslu, cestovního ruchu, umění a literatury. Rovněž se udílí za dlouholetou a věrnou službu úředníkům velkovévodství. Lze jej udělit i cizincům.

## Třídy
Řád je udílen v pěti třídách. K řádu náleží také jedna medaile.
- velkokříž – Řádový odznak se nosí na široké stuze spadající z ramene na protilehlý bok. Řádová hvězda se nosí na hrudi.
- velkodůstojník – Řádový odznak se nosí na stuze kolem krku. Řádová hvězda se nosí na hrudi.
- komtur – Řádový odznak se nosí na stuze kolem krku. Řádová hvězda této třídě již nenáleží.
- důstojník – Řádový odznak se nosí na stužce s rozetou nalevo na hrudi.
- rytíř – Řádový odznak se nosí na stužce bez rozeta nalevo na hrudi.
- zlatá medaile

velkokříž
velkodůstojník
komtur
důstojník
rytíř

## Insignie
Řádový odznak má tvar tlapatého kříže. Ramena kříže jsou pokryta bílým smaltem se světle modře smaltovaným lemováním. Uprostřed je kulatý medailon. Na modře smaltovaném pozadí se stříbrným proužkováním je barevně smaltovaný lucemburský lev. Medailon je lemován vavřínovým věncem. Na zadní straně je ve středovém medailonu na červeně smaltovaném pozadí královský monogram velkovévodkyně Šarloty. V případě rytířské třídy je odznak stříbrný, u vyšších tříd zlatý.
Řádová hvězda je stříbrná dvanácticípá. V případě třídy velkokříže je hvězda pozlacená. Uprostřed ní je položen řádový odznak. Medaile se podobá řádovému odznaku, je však pozlacená a bez smaltu.

Stuha z hedvábného moaré je červená s bílým a modrým proužkem lemujícím oba okraje. Odpovídá tak barvám lucemburské vlajky.

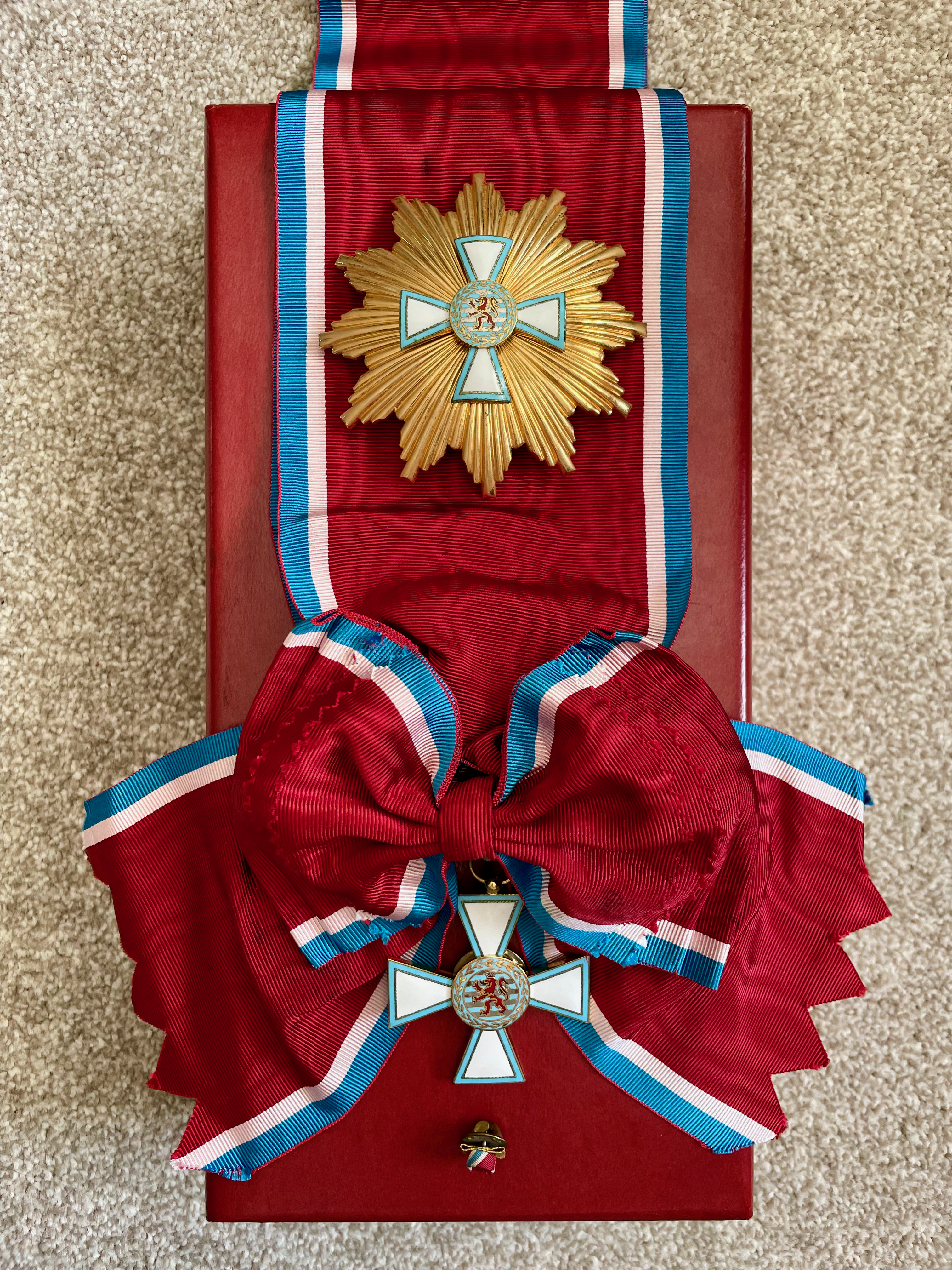
Insignie řádu ve třídě velkokříže
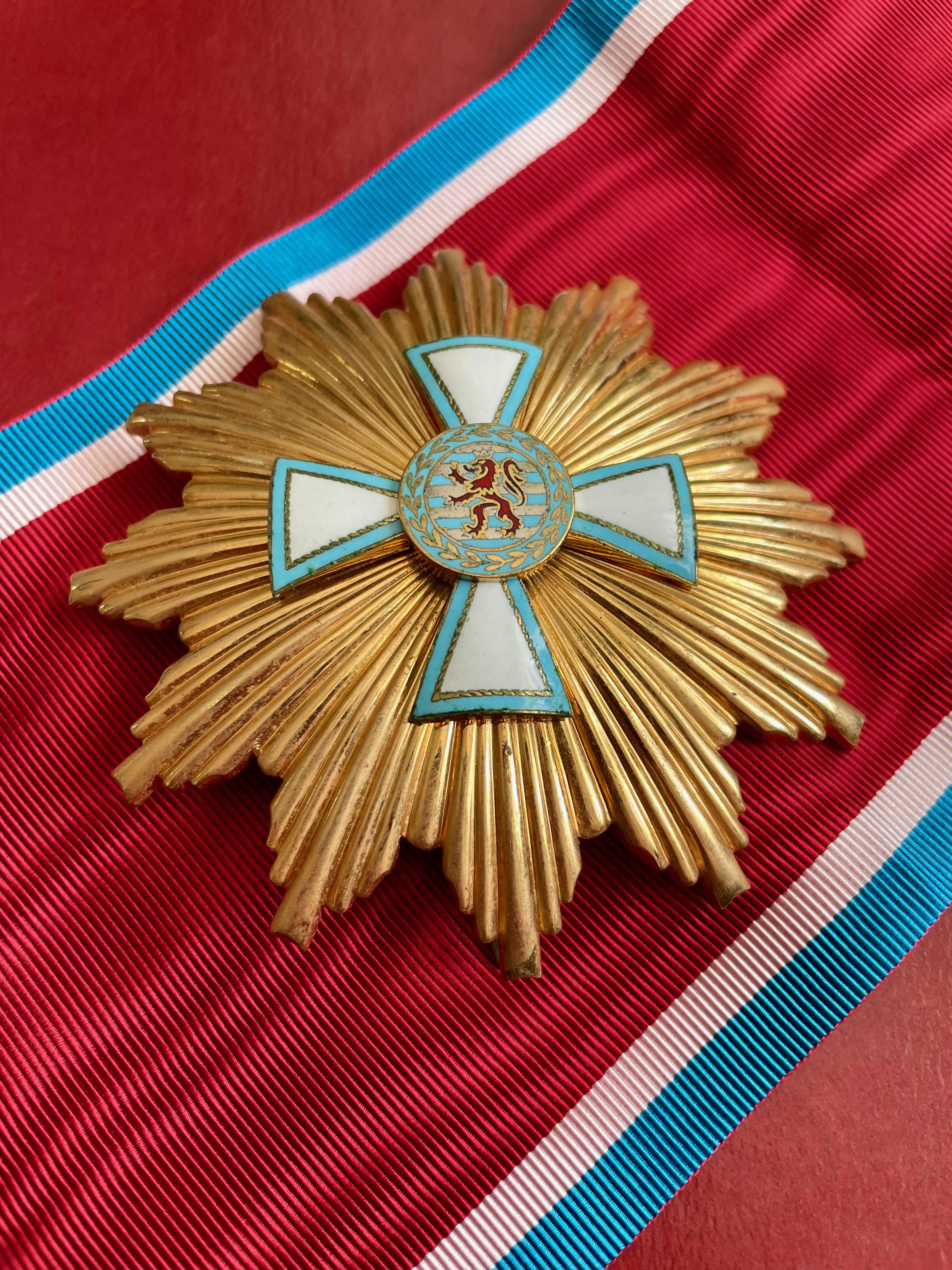
Hvězda ve třídě velkokříže
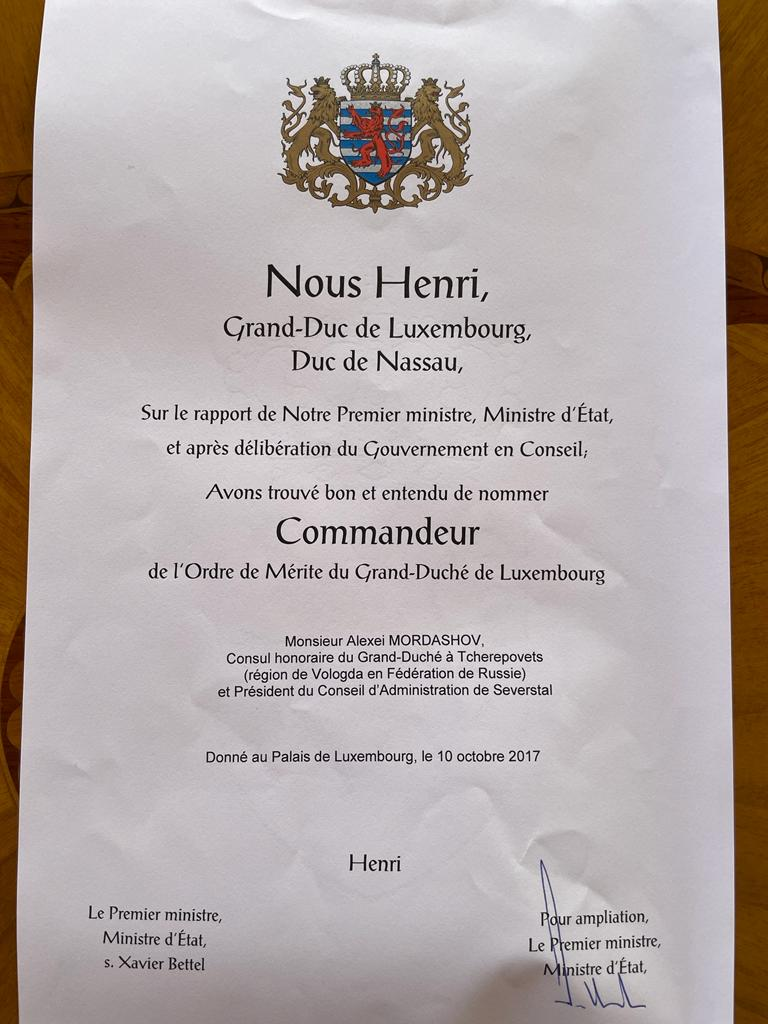
Dekret